# Parc national de la Kéran
Le parc national de la Kéran  est un parc national togolais dans les limites desquelles s’effectue la conservation de la diversité biologique. Il offre un splendide spectacle entre une flore d'une rare beauté et une large gamme d'animaux terrestres, aquatiques et d'oiseaux. 
Le parc est classé site Ramsar depuis 1995 et fait partie avec la réserve de faune Oti-Mandouri de la réserve de biosphère d'Oti-Kéran-Mandouri, reconnue par l'Unesco depuis 2011.

## Situation géographique et historique
Le parc de la Kéran se situe dans la région septentrionale du Togo. À la suite de la conférence pour la protection de la flore et de la faune en 1933 à Londres, la création des parcs nationaux et de réserves a été encouragé. Alors, le 28 septembre 1950 sous le nom de forêt classée de la Kéran et sur le site d'une forêt sacrée, fut créé le parc de la Kéran. Elle a une superficie de 6 700 hectares. Cette aire a été étendue de 1971 à 1976 à 180 000 hectares et érigée au statut de Parc National de la Kéran et ressource de chasse de l'Oti en 1971. Actuellement sa superficie n'est plus que de 70 660 hectares après rétrocession de plus de la moitié du parc aux populations riveraines. Les moyens importants de surveillance du parc avaient permis d'en faire un des plus beaux parcs de l'Afrique de l'Ouest. Il faut savoir qu'aujourd'hui le parc est inaccessible et le parc animalier est inexistant.

## Diversité d'espèces animales
Population d'éléphants (Loxodonta africana), de buffles (Sincerus caffer), les hippopotames du fleuve Oti, les poissons, les hippotragues, bubales, guibs harnachés, les primates représentés par les cynocéphales, les cercopithèques, les suidés (phacochères), les lions (Panthera leo),les reptiles composés de python de Seba (Python sebae), de tortues, crocodiles et les oiseaux d'eau notamment le Jabiru du Sénégal, la cigogne noire, la grue couronnée et le marabout.

## Diversité d'espèces végétales
Très variées, les formations végétales comprennent la savane arborée sillonnée de belles galeries forestières mélangées de végétation de graminées denses d'Andropogon gayanus. Plus de 179 espèces sont recensées. Parmi elles, dominent Allophyllus africanus, Anogeissus leiocarpus, Combretum fragrans, Diospyros mespiliformis, Dichrostachys cinerea, Maytenus senegalensis, Khaya senegalensis, Mitragyna inermis et Pterocarpus erinaceus ,.